# Lubomirskia
Lubomirskia is een geslacht van sponsdieren uit de klasse van de Demospongiae (gewone sponzen).

## Soorten
- Lubomirskia abietina Swartschewsky, 1901
- Lubomirskia baicalensis (Pallas, 1773)
- Lubomirskia fusifera Soukatschoff, 1895
- Lubomirskia incrustans Efremova, 2004